# Ula (Ula) subbidens
Ula (Ula) subbidens is een tweevleugelige uit de familie Pediciidae. De soort komt voor in het Oriëntaals gebied.